# Stony Brook
Stony Brook és una concentració de població designada pel cens dels Estats Units a l'estat de Nova York. Segons el cens del 2000 tenia 13.727 habitants.

## Demografia
Segons el cens del 2000, Stony Brook tenia 13.727 habitants, 4.758 habitatges, i 3.787 famílies. La densitat de població era de 923,3 habitants per km².
Dels 4.758 habitatges en un 39,2% hi vivien nens de menys de 18 anys, en un 71,3% hi vivien parelles casades, en un 6,3% dones solteres, i en un 20,4% no eren unitats familiars. En el 16,2% dels habitatges hi vivien persones soles el 9,1% de les quals corresponia a persones de 65 anys o més que vivien soles. El nombre mitjà de persones vivint en cada habitatge era de 2,88 i el nombre mitjà de persones que vivien en cada família era de 3,22.
Per edats la població es repartia de la següent manera: un 26,9% tenia menys de 18 anys, un 5,8% entre 18 i 24, un 28,1% entre 25 i 44, un 26,5% de 45 a 60 i un 12,7% 65 anys o més.
L'edat mediana era de 39 anys. Per cada 100 dones de 18 o més anys hi havia 91,2 homes.
La renda mediana per habitatge era de 90.009 $ i la renda mediana per família de 95.567 $. Els homes tenien una renda mediana de 68.400 $ mentre que les dones 41.770 $. La renda per capita de la població era de 35.247 $. Entorn de l'1,9% de les famílies i el 2,9% de la població estaven per davall del llindar de pobresa.